# Яченг – Гонконг
Яченг – Гонконг – офшорний газопровід, споруджений для подачі блакитного палива до Гонконгу.
Ресурсною базою трубопроводу стали офшорні родовища Yacheng 13-1 та Yacheng 13-4, виявлені у Південнокитайському морі на південь від острова Хайнань. Видачу його продукції організували у двох напрямках – до розташованого за дев’ять десятків кілометрів Хайнаню та до більш віддаленого Гонконгу. В останньому випадку у 1995 році ввели в дію газопровід завдовжки 780 км з діаметром 700 мм, розрахований на транспортування 3,4 млрд м3 на рік. Подача до Гонконгу блакитного палива дозволила створити потужну ТЕС Блек-Пойнт (саме на її майданчику, що знаходиться на узбережжі мису Блек-Пойнт, завершується трубопровід від Яченг).
Спорудження газопроводу виконали трубоукладальні судна "Semac 1" та "Castoro V", а глибина на трасі досягала 120 метрів.
В 2016-му до газопроводу за допомогою перемички завдовжки 33 км подали продукцію невеликих офшорних родовищ Wenchang 9-2, Wenchang 9-3 та Wenchang 10-3, які були виявлені на схід від острова Хайнань.
Також можливо відзначити, що, з огляду на виснаження родовищ Яченг, в 2012-му до Блек-Пойнт подали ресурс по відгалуженню від системи Захід – Схід II.